# 10877 Jiangnan Tianchi
10877 Jiangnan Tianchi este un asteroid din centura principală de asteroizi.

## Descriere
10877 Jiangnan Tianchi este un asteroid din centura principală de asteroizi. A fost descoperit pe 16 octombrie 1996 la Nachi-Katsuura de Yoshisada Shimizu și Takeshi Urata. Asteroidul prezintă o orbită caracterizată de o semiaxă mare de 2,69 ua, o excentricitate de 0,16 și o înclinație de 5,9° în raport cu ecliptica.